# Robiola di Roccaverano
Il Roccaverano dop è un formaggio italiano a denominazione di origine protetta.

## Etimologia e storia
Le origini della Robiola di Roccaverano risalgono ai Liguri, che iniziarono a produrre un formaggio del tutto simile a quello attuale.
Della Robiola di Roccaverano si fa menzione nelle cronache dell'anno 1000.
Con l'avvento dei Romani questo formaggio assunse il nome di 'rubeola', dal latino 'ruber', termine con cui veniva indicato il colore rossastro che la crosta assumeva al termine della stagionatura.
Delle qualità di questo formaggio e del suo processo produttivo scrisse Plinio il Vecchio.
La prima certificazione di origine della Robiola di Roccaverano ebbe luogo con il DPR del 14 marzo 1979 e il riconoscimento europeo è del 2 luglio 1996 (Reg. CE n.1263/96, GUCE L. 163/96).

## Diffusione
Il nome del formaggio è legato al toponimo Roccaverano, il comune più alto della provincia di Asti; l'area di produzione del Roccaverano dop è riservata a 19 comuni del territorio a cavallo fra le province di Asti e di Alessandria, nella parte orientale delle Langhe.

## Descrizione e procedimento produttivo
È un formaggio fresco, a latte crudo, a pasta cruda e privo di crosta.
Dal 2023 il disciplinare consente l'utilizzo di latte 100% caprino.
Il latte viene portato a temperatura di 18 °C, con aggiunta di presame liquido; talvolta viene spruzzato di sale da cucina.
Può essere consumato dopo il 4º giorno dalla cagliata.
Si presenta in forme cilindriche, di diametro tra i 10 e i 15 centimetri, con bordi arrotondati, di peso unitario mediamente tra 250 e 350 grammi.
Il colore della pasta va dal bianco al paglierino scarico, a seconda della stagionatura.
Il gusto, essenzialmente dolce, si fa più sapido nelle forme più stagionate.
Costituisce anche l'ingrediente base di alcuni tipi di bruss.
È ben accompagnato da vini quali la barbera d'Asti, la barbera del Monferrato, il dolcetto di Ovada e il grignolino d'Asti.